# Míchov
Míchov település Csehországban, a Blanskói járásban. Míchov Svitávka, Chrudichromy, Boskovice, Vísky és Letovice településekkel határos. Lakosainak száma 172 fő (2024. január 1.).

## Népesség
A település lakosságának változását az alábbi diagram mutatja:
| Lakosok száma | 194  | 232  | 223  | 174  | 144  | 162  | 170  | 172  | 173  | 172  |
|               | 1869 | 1900 | 1921 | 1961 | 1980 | 2011 | 2016 | 2019 | 2021 | 2024 |